# Vilafrancha (Droma)
Villefranche-le-Château és un municipi francès situat al departament de la Droma i a la regió d'Alvèrnia-Roine-Alps. L'any 2007 tenia 23 habitants.

## Demografia

### Població
El 2007 la població de fet de Villefranche-le-Château era de 23 persones. Hi havia 12 famílies de les quals 4 eren unipersonals (4 dones vivint soles i 4 dones vivint soles), 4 parelles sense fills i 4 parelles amb fills.
La població ha evolucionat segons el següent gràfic:
Habitants censats

### Habitatges
El 2007 hi havia 22 habitatges, 11 eren l'habitatge principal de la família i 11 eren segones residències. 16 eren cases i 5 eren apartaments. Dels 11 habitatges principals, 9 estaven ocupats pels seus propietaris, 1 estava llogat i ocupat pels llogaters i 1 estava cedit a títol gratuït; 1 tenia dues cambres, 5 en tenien tres, 1 en tenia quatre i 4 en tenien cinc o més. 10 habitatges disposaven pel capbaix d'una plaça de pàrquing. A 4 habitatges hi havia un automòbil i a 7 n'hi havia dos o més.

### Piràmide de població
La piràmide de població per edats i sexe el 2009 era:
| Homes | Edats   | Dones |
| ----- | ------- | ----- |
| 0     | 95 o +  | 0     |
| 0     | 90 a 94 | 0     |
| 0     | 85 a 89 | 0     |
| 0     | 80 a 84 | 0     |
| 4     | 75 a 79 | 4     |
| 0     | 70 a 74 | 0     |
| 0     | 65 a 69 | 0     |
| 0     | 60 a 64 | 0     |
| 0     | 55 a 59 | 0     |
| 0     | 50 a 54 | 0     |
| 0     | 45 a 49 | 4     |
| 0     | 40 a 44 | 0     |
| 0     | 35 a 39 | 4     |
| 4     | 30 a 34 | 0     |
| 4     | 25 a 29 | 4     |
| 0     | 20 a 24 | 0     |
| 0     | 15 a 19 | 0     |
| 0     | 10 a 14 | 0     |
| 0     | 5 a 9   | 0     |
| 0     | 0 a 4   | 4     |

## Economia
El 2007 la població en edat de treballar era de 14 persones, 12 eren actives i 2 eren inactives. De les 12 persones actives 11 estaven ocupades (4 homes i 7 dones) i 1 aturada (1 dona i 1 dona). De les 2 persones inactives 1 estava jubilada i 1 estava classificada com a «altres inactius».
Activitats econòmiques
L'any 2000 a Villefranche-le-Château hi havia 3 explotacions agrícoles.

## Poblacions més properes
El següent diagrama mostra les poblacions més properes.